# Фонд материального поощрения
Фонд материального поощрения — фонд экономического стимулирования предприятия, предназначенный для премирования собственных работников, а также для оказания им материальной помощи. 

## Определение
Согласно БСЭ фонд материального поощрения — это фонд экономического стимулирования, предназначенный для премирования работников предприятий, а также для оказания им материальной помощи.

## Формирование фонда
Фонд материального поощрения образуется предприятием за счёт собственной прибыли и выплачивается в виде премий работникам по фонду заработной платы. Величина фонда рассчитывается по нормативам отчислений от прибыли, устанавливаемыми самим предприятием (за каждый процент роста объёма реализации (или производства) продукции, уровня общей рентабельности, производительности труда или удельного веса продукции высшей категории качества в общем её выпуске). Фонд планируется с целью стимулирования выполнения производственных и коммерческих планов предприятия.
Из фонда осуществляется премирование работников предприятия за выполнение и перевыполнение производственных планов по выпуску и реализации продукции, рост производительности труда, применение технически обоснованных норм выработки, повышение качества выпускаемой продукции, экономию сырья, материалов и инструментов и т.п. Фонд материального поощрения входит в общую систему материального и морального стимулирования работников.

## Выплаты из фонда
Выплаты из фонда материального поощрения осуществляются в форме текущего премирования работников; единовременного поощрения работников, отличившихся при выполнении особо важных производственных заданий; премирования по итогам внутризаводских соревнований и конкурсов; премирования за общие результаты работы по итогам года; оказания единовременной помощи работнику.